# Walking on a Thin Line (Guano Apes)
Walking on a Thin Line is het derde studioalbum van de Duitse band Guano Apes. Het werd in het voorjaar van 2003 uitgebracht. De productie lag in de handen van Sandra Nasić en Fabio Trentini.

## Nummers
Alle muziek en teksten zijn geschreven door Guano Apes. 
| 1.                 | "You Can't Stop Me"                                  | 3:10 |
| 2.                 | "Dick"                                               | 2:43 |
| 3.                 | "Kiss the Dawn"                                      | 5:19 |
| 4.                 | "Pretty in Scarlet"                                  | 4:07 |
| 5.                 | "Diokhan"                                            | 3:33 |
| 6.                 | "Quietly"                                            | 3:37 |
| 7.                 | "High"                                               | 3:25 |
| 8.                 | "Sing that Song"                                     | 3:03 |
| 9.                 | "Scratch the Pitch"                                  | 3:48 |
| 10.                | "Plastic Mouth" (G-ball & Kaa Mix)                   | 4:05 |
| 11.                | "Counting the Days" (bonus nummer op digipak versie) | 3:39 |
| 12.                | "Storm"                                              | 3:47 |
| 13.                | "Sugar Skin"                                         | 4:13 |
| Totale duur: 44:29 |                                                      |      |

## Bezetting
- Sandra Nasić - zang
- Henning Rümenapp - gitaar
- Stefan Ude - basgitaar
- Dennis Poschwatta - drums